# Vincent Auriol
Vincent Jules Auriol (n. 27 august 1884, Haute-Garonne – d. 1 ianuarie 1966, Paris) a fost un politician francez și al 16-lea președinte al Republicii Franceze (1947 - 1954).

## Biografie
Auriol s-a născut în Revel, Haute-Garonne, fiind singurul copil al lui Jacques Antoine Auriol (1855-1933), un brutar poreclit Paul, și Angélique Virginie Durand (1862-1945). Străbunica, Anne Auriol, a fost verișoara a inginerului englez Isambard Kingdom Brunel.
În 1904 a obținut diplomă în drept la Collège de Revel și a început cariera ca avocat la Toulouse. 
În 1908 a  fost co-fondator al Ziarului Le Midi Socialiste (la acel moment era șeful Asociației Jurnaliștilor din Toulouse).
În 1914, Auriol a intrat în Camera Deputaților, deputat socialist pentru Muret, funcție deținută până în 1942. În perioada 3 mai 1925 - 17 ianuarie 1947 a fost primar al orașului Muret  și din 1928 până pe 17 ianuarie 1974 a fost membru al Consiliului general al Haute-Garonne. În decembrie 1920, după destrămarea Secția franceză a Internaționalei Muncitorilor (franceză Section française de l'Internationale ouvrière (SFIO)), Auriol a refuzat să se alăture noului Partid Comunist Francez și a devenit unul dintre liderii noii SFIO (minoritatea socialistă rămasă), alături de Léon Blum.